# Kadeisha Buchanan
Kadeisha Buchanan (født 5. november 1995), kælenavn Keisha, er en canadisk fodboldspiller, der spiller for Olympique Lyonnais i Division 1 Féminine. Hun er også en del af Canadas landshold. Hun blev født i Toronto og voksede op i Brampton, Ontario. Hun var den yngste af syv piger i et hjem med en enlig forælder. Hun var kun 17 år gammel, da hun fik debut på Canadas landshold den 12. januar 2013.
Ved VM i fodbold for kvinder 2015 vandt Buchanan Young Player Award.